# De todas maneras Rosa
De todas maneras Rosa est une telenovela vénézuélienne diffusée en 2013-2014 sur Venevisión.

## Acteurs et personnages

### Acteurs principaux
- Marisa Román : Rosa "Rosita" María Bermúdez
- Ricardo Álamo : Leonardo Alfonso Macho-Vergara Estevez
- Norkys Batista : Andreína Vallejo
- Luciano D'Alessandro : Felisberto Macho-Vergara Estevez
- Gustavo Rodríguez : Anselmo Macho-Vergara
- Nohely Arteaga : Santa Bermúdez
- Adrián Delgado : Carlos Arturo Ruiz
- Antonio Delli : Luis Enrique Macho-Vergara Estevez
- Juliette Pardau : Patricia "Patty" Macho-Vergara Estevez
- Gabriel López : Reinaldo Bermúdez
- Yuvanna Montalvo : Inocencia Bermúdez
- Beba Rojas : Ada Luz Campanero
- Alexander Da Silva : Rafael "El Turco" Chirinos
- Andrés Gómez : Enzo Rinaldy
- Juan Carlos Gardié : Lamberto Benítez
- Virginia Urdaneta : Alma Blanca Bermúdez
- Roberto Lamarca : Genaro Barreto
- Marisol Matheus : Dra. Florinda
- Manuel Salazar : Eliezer Ramos
- Nattalie Cortéz : Sofía Vallejo
- Yugui López : Fidias Márquez
- María Antonieta Ardila : Helena Estevez de Macho-Vergara
- Violeta Aleman : Elvira
- Adriana Romero : Magaly Quiroz
- Miguel Augusto Rodríguez : Eduardo Revete
- Janset Rojas : Auristela Fullop
- Erick Ronsó : Ramón Sarmiento
- Michelle Taurel : Luisa "Lucha" Evarista Martínez González
- José Vicente Pinto : Tomás Arnaldo Robles
- Zhandra De Abreu : Claudia Bellomo
- Francisco Medina : Ricardo "Auyantepui" Moncho
- José Romero : Benito Castañeda
- Jorge Torres : Esteban De Jesús Contreras
- German Anzola : Dr. Fonseca
- Lilver Tovar : Sirvienta de la casa de Anselmo
- Juán Hernández : Richi
- Maria Antonietta Uribe : Silvia
- Karla Pumar : Violetta
- Sareni Siplenko : Karla
- Cristal Fernández : Vicky.
- Gabriel De Jesús : Pedro "Pedrito" Antonio Macho-Vergara
- Luis Palma : Anselmo "Anselmito" Macho-Vergara Quiroz
- Guillermo Roa : Raimundo Macho-Vergara Quiroz
- Miguel Angel Aguiar : Carlos "Carlitos" Macho-Vergara Fullop
- Grecia Navas : Dra. Rita

### Participations spéciales
- Yul Bürkle : Asdrubal Soto (Ex-partenaire de Rose, meurt dans l'explosion de la voiture)
- Imperio Zammataro : professeur
- Raúl Amundaray : Nibaldo Dijacomo
- Daniel Uzcátegui : lui-même
- Verónica Méndez : Patricia Macho-Vergara Estevez (jeune)
- Eulalia Siso : passager de l'autobus
- Daniela Maya : Rosa Cordero (Actrice engagée par Luis Enrique)

## Diffusion internationale
- Venevisión (2013-2014)
- TC Televisión (2013-2014)
- Telemix
- Canal 30
- UniMás
- Televisión Canaria
- Canal 4 (2014)

### Sources
- (es) Cet article est partiellement ou en totalité issu de l’article de Wikipédia en espagnol intitulé « De todas maneras Rosa » (voir la liste des auteurs).